# I monelli dello spazio
I monelli dello spazio (The Space Kidettes) è una serie televisiva animata statunitense del 1966, creata da William Hanna e Joseph Barbera.
La serie è stata trasmessa per la prima volta negli Stati Uniti su NBC dal 10 settembre 1966 al 4 febbraio 1967, per un totale di 20 episodi ripartiti su una stagione. In Italia è stata trasmessa su Ciao Ciao dall'11 gennaio 1980.

## Trama
Ambientata nello spazio, la serie segue le avventure di un gruppo di bambini astronauti: Scooter, Jenny, Countdown, Snoopy e Pup Star. Il gruppo ha acquisito una mappa del tesoro e devono tenerla lontana dalla loro nemesi, il Capitano Skyhook e il suo aiutante Static.

## Episodi
| nº | Titolo originale                 | Titolo italiano        | Prima TV USA | Prima TV Italia |
| -- | -------------------------------- | ---------------------- | ------------ | --------------- |
| 1  | Molemen Menace                   | L'uomo talpa           |              |                 |
| 2  | Jet Set Go                       | Jet-set go             |              |                 |
| 3  | Space Indians                    |                        |              |                 |
| 4  | Swamp-Swamped                    |                        |              |                 |
| 5  | Space Heroes                     | L'eroe dello spazio    |              |                 |
| 6  | Space Witch                      | La strega spaziale     |              |                 |
| 7  | Tale of a Whale                  | Una strana balena      |              |                 |
| 8  | Space Giant                      | Il pianeta del gigante |              |                 |
| 9  | Space Carnival                   |                        |              |                 |
| 10 | The Laser-Breathing Space Dragon |                        |              |                 |
| 11 | The Flight Before Christmas      |                        |              |                 |
| 12 | Beach Brawl                      |                        |              |                 |
| 13 | Dog-napped in Space              |                        |              |                 |
| 14 | Secret Solar Robot               |                        |              |                 |
| 15 | King of the Space Pirates        |                        |              |                 |
| 16 | Planet of Greeps                 |                        |              |                 |
| 17 | Cosmic Condors                   |                        |              |                 |
| 18 | The Space Mermaid                |                        |              |                 |
| 19 | Haunted Planet                   |                        |              |                 |
| 20 | Something Old, Something Gnu     |                        |              |                 |

## Personaggi e doppiatori
- Scooter, voce originale di Chris Allen.
- Jenny, voce originale di Janet Waldo.
- Countdown, voce originale di Don Messick.
- Snoopy, voce originale di Lucille Bliss.
- Pup Star, voce originale di Don Messick
- Capitano Skyhook, voce originale di Daws Butler.
- Static, voce originale di Don Messick.